# Haplolepiformes
Gli aplolepiformi (Haplolepiformes) sono un gruppo di pesci ossei estinti, appartenente agli attinotterigi. Vissero tra il Carbonifero inferiore eil Carbonifero superiore (circa 330 - 306 milioni di anni fa) e i loro resti fossili sono stati ritrovati in Nordamerica e in Europa.

## Descrizione
Questi pesci erano di piccole dimensioni, e non superavano i 10 centimetri di lunghezza. Possedevano un corpo snello e allungato, terminante in una testa ampia e alta, dal muso arrotondato o leggermente appuntito. Gli occhi erano molto grandi. La pinna dorsale era posta nella parte posteriore del corpo, quasi opposta alla pinna anale. In generale, gli aplolepiformi erano caratterizzati da riduzione del rostro, della serie opercolare, del numero dei raggi delle pinne e dei branchiostegi. Le scaglie erano rettangolari e disposte in file regolari, e nella zona dell'asse longitudinale del corpo erano molto più alte rispetto alle altre zone del corpo.

## Classificazione
La famiglia Haplolepidae venne istituita da Westoll nel 1944 per accogliere alcune specie di pesci attinotterigi arcaici di piccole dimensioni, tipici del Carbonifero americano ed europeo. A volte ascritti a un ordine a sé stante (Haplolepiformes), sono invece da alcuni autori inclusi nell'ordine (probabilmente parafiletico o addirittura polifiletico) dei Palaeonisciformes. 
HAPLOLEPIFORMES
- Haplolepidae
  - Andrewsolepis 
  - Blairolepis 
  - Braccohaplolepis 
  - Haplolepis 
  - Microhaplolepis 
  - Millerolepis 
  - Parahaplolepis 
  - Protohaplolepis 
  - Pyritocephalus